# Mehgaon
Mehgaon é uma cidade e uma nagar panchayat no distrito de Bhind, no estado indiano de Madhya Pradesh.

## Demografia
Segundo o censo de 2001, Mehgaon tinha uma população de 14,736 habitantes. Os indivíduos do sexo masculino constituem 54% da população e os do sexo feminino 46%. Mehgaon tem uma taxa de literacia de 63%, superior à média nacional de 59.5%: a literacia no sexo masculino é de 74% e no sexo feminino é de 50%. Em Mehgaon, 17% da população está abaixo dos 6 anos de idade.